# Chromatoclothoda aurata
Chromatoclothoda aurata is een insectensoort uit de familie Clothodidae, die tot de orde webspinners (Embioptera) behoort. De soort komt voor in Peru.
Chromatoclothoda aurata is voor het eerst wetenschappelijk beschreven door Edward S. Ross in 1987.